# Llanos el Salado
Llanos el Salado es una cuenca endorreica y una ecorregión de agua dulce en el centro de México. Se encuentra en la Mesa del Centro y cubre partes de varios estados mexicanos, incluyendo este y noreste de Zacatecas, norte de San Luis Potosí, oeste de Tamaulipas, suroeste de Nuevo León y sureste de Coahuila  sureste. El Salado se une con el Bolsón de Mapimí, otra cuenca endorreica, en el norte. La cuenca tiene un clima árido, y está cubierta por matorral xerófilo. 
El INEGI divide la región de Llanos el Salado en varias cuencas:
- Fresnillo-Yesca
- Matehuala
- Presa San José-Los Pilares y Otras
- San Pablo y Otras
- Sierra Madre
- Sierra Madre Oriental
- Sierra de Rodríguez